# ベネット損傷
ベネット損傷（ベネットそんしょう）は、肩関節窩後下方にできる骨棘。野球歴の長い選手に多く見られる。

## 発生機序
投球動作により上腕三頭筋長頭や関節包に繰り返し力が加わった結果、上腕三頭筋長頭の起始部や関節窩後方に骨増殖がおこり、骨棘が発生すると考えられる。

## 症状
- 投球時の肩後方の疼痛、脱力感
- 肩関節の内旋可動域の減少

など